# A brutalista díjainak és jelöléseinek listája
Ez a lista a A brutalista című 2024-ben bemutatott amerikai–brit–magyar koprodukcióban készült történelmi filmdráma fontosabb díjait és jelöléseit tartalmazza, az elismerés időpontjának sorrendjében.
A film világpremierje 2024. szeptember 1-jén a 81. Velencei Nemzetközi Filmfesztiválon volt, ahol amellett, hogy Corbet elnyerte a legjobb rendezésért járó Ezüst Oroszlánt, a film további négy elismerést kapott, köztük a nemzetközi kritikusok díját. 2025-ben hét jelölést kapott Golden Globe-díjra, melyből hármat megnyert. Tíz kategóriában jelölték Oscar-díjra, ugyancsak tízben Satellite-díjra és kilenc kategóriában BAFTA-díjra.
Mind a hivatalos kritika, mind a közönség pozitívan viszonyult az alkotáshoz, 2024-ben és 2025-ben számos amerikai filmkritikus társaságtól kapott különböző kategóriákban elismerést.

### Díjak és jelölések
| Díj / Fesztivál                                         | Időpont       | Kategória                                             | Jelölt(ek)                                            | Eredmény  | Megj.             |
| ------------------------------------------------------- | ------------- | ----------------------------------------------------- | ----------------------------------------------------- | --------- | ----------------- |
| 81. Velencei Nemzetközi Filmfesztivál                   | 2024. 09. 07. | Arany Oroszlán                                        | Brady Corbet                                          | Jelölve   | [ * 1 ]           |
| 81. Velencei Nemzetközi Filmfesztivál                   | 2024. 09. 07. | Ezüst Oroszlán                                        | Brady Corbet                                          | Elnyerte  | [ * 1 ]           |
| 81. Velencei Nemzetközi Filmfesztivál                   | 2024. 09. 07. | FIPRESCI-díj a legjobb filmnek                        | Brady Corbet                                          | Elnyerte  | [ * 2 ]           |
| 81. Velencei Nemzetközi Filmfesztivál                   | 2024. 09. 07. | Arca CinemaGiovani – legjobb film                     | Brady Corbet                                          | Elnyerte  | [ * 2 ]           |
| 81. Velencei Nemzetközi Filmfesztivál                   | 2024. 09. 07. | CinemaSarà-díj                                        | Brady Corbet                                          | Elnyerte  | [ * 2 ]           |
| 81. Velencei Nemzetközi Filmfesztivál                   | 2024. 09. 07. | UNIMED-díj a kulturális sokszínűségért                | Brady Corbet                                          | Elnyerte  | [ * 2 ]           |
| Valladolidi Nemzetközi Filmfesztivál                    | 2024. 10. 26. | Arany Kalász                                          | A brutalista                                          | Jelölve   | [ * 3 ]           |
| Camerimage                                              | 2024. 11. 23. | Arany Béka                                            | Lol Crawley                                           | Jelölve   | [ * 4 ]           |
| Camerimage                                              | 2024. 11. 23. | Ezüst Béka                                            | Lol Crawley                                           | Elnyerte  | [ * 5 ]           |
| Gotham-díj                                              | 2024. 12. 02. | legjobb főszereplő                                    | Adrien Brody                                          | Jelölve   | [ * 6 ]           |
| Gotham-díj                                              | 2024. 12. 02. | legjobb mellékszereplő                                | Guy Pearce                                            | Jelölve   | [ * 6 ]           |
| New Yorki Filmkritikusok Körének díja                   | 2024. 12. 03. | legjobb film                                          | A brutalista                                          | Elnyerte  | [ * 7 ]           |
| New Yorki Filmkritikusok Körének díja                   | 2024. 12. 03. | legjobb színész                                       | Adrien Brody                                          | Elnyerte  | [ * 7 ]           |
| Amerikai Filmintézet díja                               | 2024. 12. 05. | Tizes lista (2024)                                    | A brutalista                                          | Felkerült | [ * 8 ]           |
| Astra Filmdíj                                           | 2024. 12. 08. | legjobb film                                          | A brutalista                                          | Jelölve   | [ * 9 ]           |
| Astra Filmdíj                                           | 2024. 12. 08. | legjobb rendező                                       | Brady Corbet                                          | Jelölve   | [ * 9 ]           |
| Astra Filmdíj                                           | 2024. 12. 08. | legjobb eredeti forgatókönyv                          | Brady Corbet és Mona Fastvold                         | Jelölve   | [ * 9 ]           |
| Astra Filmdíj                                           | 2024. 12. 08. | legjobb színész                                       | Adrien Brody                                          | Jelölve   | [ * 9 ]           |
| Astra Filmdíj                                           | 2024. 12. 08. | legjobb mellékszereplő színész                        | Guy Pearce                                            | Jelölve   | [ * 9 ]           |
| Astra Kreatív Művészeti Díj                             | 2024. 12. 08. | legjobb operatőr                                      | Lol Crawley                                           | Jelölve   | [ * 9 ]           |
| Astra Kreatív Művészeti Díj                             | 2024. 12. 08. | legjobb eredeti filmzene                              | Daniel Blumberg                                       | Jelölve   | [ * 9 ]           |
| Astra Kreatív Művészeti Díj                             | 2024. 12. 08. | legjobb látványtervezés                               | Judy Becker                                           | Jelölve   | [ * 9 ]           |
| Bostoni Filmkritikusok Szövetségének díja               | 2024. 12. 08. | legjobb operatőr                                      | Lol Crawley                                           | Elnyerte  | [ * 10 ]          |
| Bostoni Filmkritikusok Szövetségének díja               | 2024. 12. 08. | legjobb eredeti filmzene                              | Daniel Blumberg                                       | Elnyerte  | [ * 10 ]          |
| Washingtoni Filmkritikusok Szövetségének díja           | 2024. 12. 08. | legjobb film                                          | A brutalista                                          | Jelölve   | [ * 11 ]          |
| Washingtoni Filmkritikusok Szövetségének díja           | 2024. 12. 08. | legjobb rendező                                       | Brady Corbet                                          | Elnyerte  | [ * 11 ]          |
| Washingtoni Filmkritikusok Szövetségének díja           | 2024. 12. 08. | legjobb színész                                       | Adrien Brody                                          | Jelölve   | [ * 11 ]          |
| Washingtoni Filmkritikusok Szövetségének díja           | 2024. 12. 08. | legjobb mellékszereplő színész                        | Guy Pearce                                            | Jelölve   | [ * 11 ]          |
| Washingtoni Filmkritikusok Szövetségének díja           | 2024. 12. 08. | legjobb forgatókönyvíró                               | Brady Corbet és Mona Fastvold                         | Jelölve   | [ * 11 ]          |
| Washingtoni Filmkritikusok Szövetségének díja           | 2024. 12. 08. | legjobb operatór                                      | Lol Crawley                                           | Jelölve   | [ * 11 ]          |
| Washingtoni Filmkritikusok Szövetségének díja           | 2024. 12. 08. | legjobb vágó                                          | Jancsó Dávid                                          | Jelölve   | [ * 11 ]          |
| Washingtoni Filmkritikusok Szövetségének díja           | 2024. 12. 08. | legjobb eredeti filmzene                              | Daniel Blumberg                                       | Elnyerte  | [ * 11 ]          |
| Washingtoni Filmkritikusok Szövetségének díja           | 2024. 12. 08. | legjobb látványtervező                                | Judy Becker                                           | Jelölve   | [ * 11 ]          |
| Washingtoni Filmkritikusok Szövetségének díja           | 2024. 12. 08. | legjobb szereplőgárda                                 | A brutalista                                          | Jelölve   | [ * 11 ]          |
| Los Angeles-i Filmkritikusok Szövetségének díja         | 2024. 12. 08. | legjobb film                                          | A brutalista                                          | 2. hely   | [ * 12 ]          |
| Los Angeles-i Filmkritikusok Szövetségének díja         | 2024. 12. 08. | legjobb operatőr                                      | Lol Crawley                                           | 2. hely   | [ * 12 ]          |
| Los Angeles-i Filmkritikusok Szövetségének díja         | 2024. 12. 08. | legjobb látványtervező                                | Judy Becker                                           | Elnyerte  | [ * 12 ]          |
| Chicagói Filmkritikusok Szövetségének díja              | 2024. 12. 12. | legjobb film                                          | A brutalista                                          | Elnyerte  | [ * 13 ]          |
| Chicagói Filmkritikusok Szövetségének díja              | 2024. 12. 12. | legjobb rendező                                       | Brady Corbet                                          | Jelölve   | [ * 13 ]          |
| Chicagói Filmkritikusok Szövetségének díja              | 2024. 12. 12. | legjobb színész                                       | Adrien Brody                                          | Elnyerte  | [ * 13 ]          |
| Chicagói Filmkritikusok Szövetségének díja              | 2024. 12. 12. | legjobb mellékszereplő színész                        | Guy Pearce                                            | Jelölve   | [ * 13 ]          |
| Chicagói Filmkritikusok Szövetségének díja              | 2024. 12. 12. | legjobb eredeti forgatókönyv                          | Brady Corbet és Mona Fastvold                         | Jelölve   | [ * 13 ]          |
| Chicagói Filmkritikusok Szövetségének díja              | 2024. 12. 12. | legjobb operatőr                                      | Lol Crawley                                           | Elnyerte  | [ * 13 ]          |
| Chicagói Filmkritikusok Szövetségének díja              | 2024. 12. 12. | legjobb eredeti filmzene                              | Daniel Blumberg                                       | Jelölve   | [ * 13 ]          |
| Chicagói Filmkritikusok Szövetségének díja              | 2024. 12. 12. | legjobb vágó                                          | Jancsó Dávid                                          | Jelölve   | [ * 13 ]          |
| Chicagói Filmkritikusok Szövetségének díja              | 2024. 12. 12. | legjobb díszlet- / látványtervező                     | A brutalista                                          | Jelölve   | [ * 13 ]          |
| St. Louis-i Filmkritikusok Szövetségének díja           | 2024. 12. 15. | legjobb flm                                           | A brutalista                                          | Jelölve   | [ * 14 ]          |
| St. Louis-i Filmkritikusok Szövetségének díja           | 2024. 12. 15. | legjobb rendező                                       | Brady Corbet                                          | Jelölve   | [ * 14 ]          |
| St. Louis-i Filmkritikusok Szövetségének díja           | 2024. 12. 15. | legjobb színész                                       | Adrien Brody                                          | 2. hely   | [ * 14 ]          |
| St. Louis-i Filmkritikusok Szövetségének díja           | 2024. 12. 15. | legjobb mellékszereplő színész                        | Guy Pearce                                            | Jelölve   | [ * 14 ]          |
| St. Louis-i Filmkritikusok Szövetségének díja           | 2024. 12. 15. | legjobb forgatókönyvíró                               | Brady Corbet és Mona Fastvold                         | Jelölve   | [ * 14 ]          |
| St. Louis-i Filmkritikusok Szövetségének díja           | 2024. 12. 15. | legjobb operatőr                                      | Lol Crawley                                           | Jelölve   | [ * 14 ]          |
| St. Louis-i Filmkritikusok Szövetségének díja           | 2024. 12. 15. | legjobb vágó                                          | Jancsó Dávid                                          | Jelölve   | [ * 14 ]          |
| St. Louis-i Filmkritikusok Szövetségének díja           | 2024. 12. 15. | legjobb látványtervező                                | Judy Becker                                           | Jelölve   | [ * 14 ]          |
| St. Louis-i Filmkritikusok Szövetségének díja           | 2024. 12. 15. | legjobb filmzene                                      | Daniel Blumberg                                       | Elnyerte  | [ * 14 ]          |
| San Francisco-öböl Környéki Filmkritikusok Körének díja | 2024. 12. 15. | legjobb film                                          | A brutalista                                          | Jelölve   | [ * 15 ]          |
| San Francisco-öböl Környéki Filmkritikusok Körének díja | 2024. 12. 15. | legjobb rendező                                       | Brady Corbet                                          | Elnyerte  | [ * 15 ]          |
| San Francisco-öböl Környéki Filmkritikusok Körének díja | 2024. 12. 15. | legjobb színész                                       | Adrien Brody                                          | Jelölve   | [ * 15 ]          |
| San Francisco-öböl Környéki Filmkritikusok Körének díja | 2024. 12. 15. | legjobb mellékszereplő színész                        | Guy Pearce                                            | Jelölve   | [ * 15 ]          |
| San Francisco-öböl Környéki Filmkritikusok Körének díja | 2024. 12. 15. | legjobb eredeti forgatókönyv                          | Brady Corbet és Mona Fastvold                         | Jelölve   | [ * 15 ]          |
| San Francisco-öböl Környéki Filmkritikusok Körének díja | 2024. 12. 15. | legjobb operatőr                                      | Lol Crawley                                           | Elnyerte  | [ * 15 ]          |
| San Francisco-öböl Környéki Filmkritikusok Körének díja | 2024. 12. 15. | legjobb vágó                                          | Jancsó Dávid                                          | Jelölve   | [ * 15 ]          |
| San Francisco-öböl Környéki Filmkritikusok Körének díja | 2024. 12. 15. | legjobb eredeti filmzene                              | Daniel Blumberg                                       | Elnyerte  | [ * 15 ]          |
| San Francisco-öböl Környéki Filmkritikusok Körének díja | 2024. 12. 15. | legjobb látványtervező                                | Judy Becker                                           | Elnyerte  | [ * 15 ]          |
| Torontói Filmkritikusok Szövetségének díja              | 2024. 12. 15. | legjobb film                                          | A brutalista                                          | 2. hely   | [ * 16 ]          |
| Torontói Filmkritikusok Szövetségének díja              | 2024. 12. 15. | legjobb főszereplő                                    | Adrien Brody                                          | 2. hely   | [ * 16 ]          |
| New York-i Filmkritikusok online díja                   | 2024. 12. 16. | legjobb film                                          | A brutalista                                          | 2. hely   | [ * 17 ]          |
| New York-i Filmkritikusok online díja                   | 2024. 12. 16. | legjobb rendező                                       | Brady Corbet                                          | 2. hely   | [ * 17 ]          |
| New York-i Filmkritikusok online díja                   | 2024. 12. 16. | legjobb színész                                       | Adrien Brody                                          | Elnyerte  | [ * 17 ]          |
| New York-i Filmkritikusok online díja                   | 2024. 12. 16. | legjobb mellékszereplő színész                        | Guy Pearce                                            | Elnyerte  | [ * 17 ]          |
| New York-i Filmkritikusok online díja                   | 2024. 12. 16. | legjobb forgatókönyv                                  | Brady Corbet és Mona Fastvold                         | Elnyerte  | [ * 17 ]          |
| New York-i Filmkritikusok online díja                   | 2024. 12. 16. | legjobb operatőr                                      | Lol Crawley                                           | Elnyerte  | [ * 17 ]          |
| New York-i Filmkritikusok online díja                   | 2024. 12. 16. | legjobb zenefelhasználás                              | A brutalista                                          | Elnyerte  | [ * 17 ]          |
| IndieWire kritikusainak szavazása                       | 2024. 12. 16. | legjobb film                                          | A brutalista                                          | 2. hely   | [ * 18 ]          |
| IndieWire kritikusainak szavazása                       | 2024. 12. 16. | legjobb rendező                                       | Brady Corbet                                          | 1. hely   | [ * 18 ]          |
| IndieWire kritikusainak szavazása                       | 2024. 12. 16. | legjobb színész                                       | Adrien Brody                                          | 2. hely   | [ * 18 ]          |
| IndieWire kritikusainak szavazása                       | 2024. 12. 16. | legjobb operatőri munka                               | A brutalista                                          | 3. hely   | [ * 18 ]          |
| IndieWire kritikusainak szavazása                       | 2024. 12. 16. | legjobb forgatókönyv                                  | A brutalista                                          | 3. hely   | [ * 18 ]          |
| Dallas–Fort Worth-i Filmkritikusok Szövetségének díja   | 2024. 12. 18. | legjobb film                                          | A brutalista                                          | 2. hely   | [ * 19 ]          |
| Dallas–Fort Worth-i Filmkritikusok Szövetségének díja   | 2024. 12. 18. | legjobb rendező                                       | Brady Corbet                                          | 2. hely   | [ * 19 ]          |
| Dallas–Fort Worth-i Filmkritikusok Szövetségének díja   | 2024. 12. 18. | legjobb színész                                       | Adrien Brody                                          | 2. hely   | [ * 19 ]          |
| Dallas–Fort Worth-i Filmkritikusok Szövetségének díja   | 2024. 12. 18. | legjobb mellékszereplő színész                        | Guy Pearce                                            | Elnyerte  | [ * 19 ]          |
| Dallas–Fort Worth-i Filmkritikusok Szövetségének díja   | 2024. 12. 18. | legjobb forgatókönyv                                  | Brady Corbet és Mona Fastvold                         | Elnyerte  | [ * 19 ]          |
| Dallas–Fort Worth-i Filmkritikusok Szövetségének díja   | 2024. 12. 18. | legjobb operatőr                                      | Lol Crawley                                           | 2. hely   | [ * 19 ]          |
| Floridai Filmkritikusok Körének díja                    | 2024. 12. 20. | legjobb film                                          | A brutalista                                          | Jelölve   | [ * 20 ]          |
| Floridai Filmkritikusok Körének díja                    | 2024. 12. 20. | legjobb színész                                       | Adrien Brody                                          | Jelölve   | [ * 20 ]          |
| Floridai Filmkritikusok Körének díja                    | 2024. 12. 20. | legjobb operatőr                                      | Lol Crawley                                           | Elnyerte  | [ * 20 ]          |
| Floridai Filmkritikusok Körének díja                    | 2024. 12. 20. | legjobb eredeti filmzene                              | Daniel Blumberg                                       | Jelölve   | [ * 20 ]          |
| Floridai Filmkritikusok Körének díja                    | 2024. 12. 20. | legjobb díszlet- / látványtervező                     | A brutalista                                          | Jelölve   | [ * 20 ]          |
| Capri Hollywood Nemzetközi Filmfesztivál                | 2025. 01. 02. | legjobb színész                                       | Adrien Brody                                          | Elnyerte  | [ * 21 ]          |
| Capri Hollywood Nemzetközi Filmfesztivál                | 2025. 01. 02. | legjobb operatőr                                      | Lol Crawley                                           | Elnyerte  | [ * 21 ]          |
| Capri Hollywood Nemzetközi Filmfesztivál                | 2025. 01. 02. | legjobb eredeti filmzene                              | Daniel Blumberg                                       | Elnyerte  | [ * 21 ]          |
| Palm Springsi Nemzetközi Filmfesztivál                  | 2025. 01. 03. | Sivatagi Pálma díj a legjobb színészi teljesítményért | Adrien Brody                                          | Elnyerte  | [ * 22 ]          |
| 82. Golden Globe-gála                                   | 2025. 01. 05. | legjobb filmdráma                                     | A brutalista                                          | Elnyerte  | [ * 23 ] [ * 24 ] |
| 82. Golden Globe-gála                                   | 2025. 01. 05. | legjobb férfi főszereplő – dráma                      | Adrien Brody                                          | Elnyerte  | [ * 23 ] [ * 24 ] |
| 82. Golden Globe-gála                                   | 2025. 01. 05. | legjobb férfi mellékszereplő                          | Guy Pearce                                            | Jelölve   | [ * 23 ] [ * 24 ] |
| 82. Golden Globe-gála                                   | 2025. 01. 05. | legjobb női mellékszereplő                            | Felicity Jones                                        | Jelölve   | [ * 23 ] [ * 24 ] |
| 82. Golden Globe-gála                                   | 2025. 01. 05. | legjobb rendező                                       | Brady Corbet                                          | Elnyerte  | [ * 23 ] [ * 24 ] |
| 82. Golden Globe-gála                                   | 2025. 01. 05. | legjobb forgatókönyvíró                               | Brady Corbet és Mona Fastvold                         | Jelölve   | [ * 23 ] [ * 24 ] |
| 82. Golden Globe-gála                                   | 2025. 01. 05. | legjobb filmzene                                      | Daniel Blumberg                                       | Jelölve   | [ * 23 ] [ * 24 ] |
| Austini Filmkritikusok Szövetségének díja               | 2025. 01. 06. | legjobb film                                          | A brutalista                                          | Jelölve   | [ * 25 ]          |
| Austini Filmkritikusok Szövetségének díja               | 2025. 01. 06. | legjobb rendező                                       | Brady Corbet                                          | Jelölve   | [ * 25 ]          |
| Austini Filmkritikusok Szövetségének díja               | 2025. 01. 06. | legjobb színész                                       | Adrien Brody                                          | Jelölve   | [ * 25 ]          |
| Austini Filmkritikusok Szövetségének díja               | 2025. 01. 06. | legjobb mellékszereplő színész                        | Guy Pearce                                            | Jelölve   | [ * 25 ]          |
| Austini Filmkritikusok Szövetségének díja               | 2025. 01. 06. | legjobb mellékszerelő színésznő                       | Felicity Jones                                        | Jelölve   | [ * 25 ]          |
| Austini Filmkritikusok Szövetségének díja               | 2025. 01. 06. | legjobb forgatókönyv                                  | Brady Corbet és Mona Fastvold                         | Jelölve   | [ * 25 ]          |
| Austini Filmkritikusok Szövetségének díja               | 2025. 01. 06. | legjobb operatőr                                      | Lol Crawley                                           | Elnyerte  | [ * 25 ]          |
| Austini Filmkritikusok Szövetségének díja               | 2025. 01. 06. | legjobb vágás                                         | Jancsó Dávid                                          | Jelölve   | [ * 25 ]          |
| Austini Filmkritikusok Szövetségének díja               | 2025. 01. 06. | legjobb eredeti filmzene                              | Daniel Blumberg                                       | Elnyerte  | [ * 25 ]          |
| Austini Filmkritikusok Szövetségének díja               | 2025. 01. 06. | legjobb együttes                                      | A brutalista                                          | Jelölve   | [ * 25 ]          |
| Filmújságírónők Szövetségének díja                      | 2025. 01. 07. | legjobb film                                          | A brutalista                                          | Elnyerte  | [ * 26 ]          |
| Filmújságírónők Szövetségének díja                      | 2025. 01. 07. | legjobb rendező                                       | Brady Corbet                                          | Jelölve   | [ * 26 ]          |
| Filmújságírónők Szövetségének díja                      | 2025. 01. 07. | legjobb színész                                       | Adrien Brody                                          | Jelölve   | [ * 26 ]          |
| Filmújságírónők Szövetségének díja                      | 2025. 01. 07. | legjobb színész mellékszerepben                       | Guy Pearce                                            | Jelölve   | [ * 26 ]          |
| Filmújságírónők Szövetségének díja                      | 2025. 01. 07. | legjobb eredeti forgatókönyv                          | Brady Corbet és Mona Fastvold                         | Jelölve   | [ * 26 ]          |
| Filmújságírónők Szövetségének díja                      | 2025. 01. 07. | legjobb operatőr                                      | Lol Crawley                                           | Jelölve   | [ * 26 ]          |
| Filmújságírónők Szövetségének díja                      | 2025. 01. 07. | legjobb vágás                                         | Jancsó Dávid                                          | Elnyerte  | [ * 26 ]          |
| Utahi Filmkritikusok Szövetségének díja                 | 2025. 01. 11. | legjobb film                                          | A brutalista                                          | Jelölve   | [ * 27 ]          |
| Utahi Filmkritikusok Szövetségének díja                 | 2025. 01. 11. | legjobb rendezés                                      | Brady Corbet                                          | Elnyerte  | [ * 27 ]          |
| Utahi Filmkritikusok Szövetségének díja                 | 2025. 01. 11. | legjobb férfi szereplő                                | Adrien Brody                                          | Elnyerte  | [ * 27 ]          |
| Utahi Filmkritikusok Szövetségének díja                 | 2025. 01. 11. | legjobb férfi mellékszereplő                          | Guy Pearce                                            | Jelölve   | [ * 27 ]          |
| Utahi Filmkritikusok Szövetségének díja                 | 2025. 01. 11. | legjobb női mellékszerelő                             | Felicity Jones                                        | Jelölve   | [ * 27 ]          |
| Utahi Filmkritikusok Szövetségének díja                 | 2025. 01. 11. | legjobb forgatókönyv                                  | Brady Corbet és Mona Fastvold                         | Jelölve   | [ * 27 ]          |
| Utahi Filmkritikusok Szövetségének díja                 | 2025. 01. 11. | legjobb eredeti filmzene                              | Daniel Blumberg                                       | Jelölve   | [ * 27 ]          |
| Utahi Filmkritikusok Szövetségének díja                 | 2025. 01. 11. | legjobb operatőr                                      | Lol Crawley                                           | Jelölve   | [ * 27 ]          |
| Utahi Filmkritikusok Szövetségének díja                 | 2025. 01. 11. | legjobb vágás                                         | Jancsó Dávid                                          | Jelölve   | [ * 27 ]          |
| Satellite Award                                         | 2025. 01. 26. | legjobb film – dráma                                  | A brutalista                                          | Elnyerte  | [ * 28 ]          |
| Satellite Award                                         | 2025. 01. 26. | legjobb rendező                                       | Brady Corbet                                          | Elnyerte  | [ * 28 ]          |
| Satellite Award                                         | 2025. 01. 26. | legjobb színész – dráma                               | Adrien Brody                                          | Jelölve   | [ * 28 ]          |
| Satellite Award                                         | 2025. 01. 26. | legjobb férfi mellékszereplő                          | Guy Pearce                                            | Elnyerte  | [ * 28 ]          |
| Satellite Award                                         | 2025. 01. 26. | legjobb női mellékszereplő                            | Felicity Jones                                        | Jelölve   | [ * 28 ]          |
| Satellite Award                                         | 2025. 01. 26. | legjobb eredeti forgatókönyv                          | Brady Corbet és Mona Fastvold                         | Jelölve   | [ * 28 ]          |
| Satellite Award                                         | 2025. 01. 26. | legjobb operatőr                                      | Lol Crawley                                           | Jelölve   | [ * 28 ]          |
| Satellite Award                                         | 2025. 01. 26. | legjobb vágás                                         | Jancsó Dávid                                          | Jelölve   | [ * 28 ]          |
| Satellite Award                                         | 2025. 01. 26. | legjobb látványtervezés                               | Judy Becker, Patricia Cuccia and Mercédesz Nagyváradi | Jelölve   | [ * 28 ]          |
| Satellite Award                                         | 2025. 01. 26. | legjobb eredeti filmzene                              | Daniel Blumberg                                       | Jelölve   | [ * 28 ]          |
| Brit Operatőrök Társasága (BSC)                         | 2025. 02. 01. | legjobb játékfilm-operatőr                            | Lol Crawley                                           | Elnyerte  | [ * 29 ]          |
| AACTA nemzetközi díj                                    | 2025. 02. 07. | legjobb film                                          | A brutalista                                          | Jelölve   | [ * 30 ] [ * 31 ] |
| AACTA nemzetközi díj                                    | 2025. 02. 07. | legjobb rendező                                       | Brady Corbet                                          | Jelölve   | [ * 30 ] [ * 31 ] |
| AACTA nemzetközi díj                                    | 2025. 02. 07. | legjobb színész                                       | Adrien Brody                                          | Jelölve   | [ * 30 ] [ * 31 ] |
| AACTA nemzetközi díj                                    | 2025. 02. 07. | legjobb mellékszereplő színész                        | Guy Pearce                                            | Elnyerte  | [ * 30 ] [ * 31 ] |
| AACTA nemzetközi díj                                    | 2025. 02. 07. | legjobb mellékszereplő színésznő                      | Felicity Jones                                        | Jelölve   | [ * 30 ] [ * 31 ] |
| AACTA nemzetközi díj                                    | 2025. 02. 07. | legjobb eredeti forgatókönyv                          | Brady Corbet és Mona Fastvold                         | Jelölve   | [ * 30 ] [ * 31 ] |
| Critics' Choice Movie Award                             | 2025. 02. 07. | legjobb film                                          | A brutalista                                          | Jelölve   | [ * 32 ]          |
| Critics' Choice Movie Award                             | 2025. 02. 07. | legjobb rendező                                       | Brady Corbet                                          | Jelölve   | [ * 32 ]          |
| Critics' Choice Movie Award                             | 2025. 02. 07. | legjobb színész                                       | Adrien Brody                                          | Elnyerte  | [ * 32 ]          |
| Critics' Choice Movie Award                             | 2025. 02. 07. | legjobb mellékszereplő színész                        | Guy Pearce                                            | Jelölve   | [ * 32 ]          |
| Critics' Choice Movie Award                             | 2025. 02. 07. | legjobb frogatókönyv                                  | Brady Corbet és Mona Fastvold                         | Jelölve   | [ * 32 ]          |
| Critics' Choice Movie Award                             | 2025. 02. 07. | legjobb operatőr                                      | Lol Crawley                                           | Jelölve   | [ * 32 ]          |
| Critics' Choice Movie Award                             | 2025. 02. 07. | legjobb vágó                                          | Janscó Dávid                                          | Jelölve   | [ * 32 ]          |
| Critics' Choice Movie Award                             | 2025. 02. 07. | legjobb látványtervező                                | Judy Becker és Patricia Cuccia                        | Jelölve   | [ * 32 ]          |
| Critics' Choice Movie Award                             | 2025. 02. 07. | legjobb filmzene                                      | Daniel Blumberg                                       | Jelölve   | [ * 32 ]          |
| Santa Barbara-i Nemzetközi Filmfesztivál                | 2025. 02. 15. | Filmes élenjáró díj                                   | Adrien Brody                                          | Elnyerte  | [ * 33 ]          |
| Santa Barbara-i Nemzetközi Filmfesztivál                | 2025. 02. 15. | Filmes élenjáró díj                                   | Guy Pearce                                            | Elnyerte  | [ * 33 ]          |
| 78. BAFTA-gála                                          | 2025. 02. 16. | legjobb film                                          | Brady Corbet és Mona Fastvold                         | Jelölve   | [ * 34 ] [ * 35 ] |
| 78. BAFTA-gála                                          | 2025. 02. 16. | legjobb rendező                                       | Brady Corbet                                          | Elnyerte  | [ * 34 ] [ * 35 ] |
| 78. BAFTA-gála                                          | 2025. 02. 16. | legjobb eredeti forgatókönyv                          | Brady Corbet és Mona Fastvold                         | Jelölve   | [ * 34 ] [ * 35 ] |
| 78. BAFTA-gála                                          | 2025. 02. 16. | legjobb operatőr                                      | Lol Crawley                                           | Elnyerte  | [ * 34 ] [ * 35 ] |
| 78. BAFTA-gála                                          | 2025. 02. 16. | legjobb férfi főszereplő                              | Adrien Brody                                          | Elnyerte  | [ * 34 ] [ * 35 ] |
| 78. BAFTA-gála                                          | 2025. 02. 16. | legjobb férfi mellékszereplő                          | Guy Pearce                                            | Jelölve   | [ * 34 ] [ * 35 ] |
| 78. BAFTA-gála                                          | 2025. 02. 16. | legjobb női mellékszereplő                            | Felicity Jones                                        | Jelölve   | [ * 34 ] [ * 35 ] |
| 78. BAFTA-gála                                          | 2025. 02. 16. | legjobb filmzene                                      | Daniel Blumberg                                       | Elnyerte  | [ * 34 ] [ * 35 ] |
| 78. BAFTA-gála                                          | 2025. 02. 16. | legjobb díszlet                                       | Judy Becker és Patricia Cuccia                        | Jelölve   | [ * 34 ] [ * 35 ] |
| Független Szellem díj                                   | 2025. 02. 22. | legjobb rendező                                       | Brady Corbet                                          | Jelölve   | [ * 36 ]          |
| 31. SAG-gála                                            | 2025. 02. 23. | legjobb férfi főszereplő (mozifilm)                   | Adrien Brody                                          | Jelölve   | [ * 37 ]          |
| Az AARP Filmek felnőtteknek díja                        | 2025. 02. 23. | legjobb színész                                       | Adrien Brody                                          | Elnyerte  | [ * 38 ]          |
| Az AARP Filmek felnőtteknek díja                        | 2025. 02. 23. | legjobb mellékszereplő színész                        | Guy Pearce                                            | Jelölve   | [ * 38 ]          |
| Az AARP Filmek felnőtteknek díja                        | 2025. 02. 23. | A legjobb időkapszula                                 | A brutalista                                          | Jelölve   | [ * 38 ]          |
| 97. Oscar-gála                                          | 2025. 03. 02. | legjobb film                                          | A brutalista                                          | Jelölve   | [ * 39 ]          |
| 97. Oscar-gála                                          | 2025. 03. 02. | legjobb rendező                                       | Brady Corbet                                          | Jelölve   | [ * 39 ]          |
| 97. Oscar-gála                                          | 2025. 03. 02. | legjobb férfi főszereplő                              | Adrien Brody                                          | Elnyerte  | [ * 39 ]          |
| 97. Oscar-gála                                          | 2025. 03. 02. | legjobb férfi mellékszereplő                          | Guy Pearce                                            | Jelölve   | [ * 39 ]          |
| 97. Oscar-gála                                          | 2025. 03. 02. | legjobb női mellékszereplő                            | Felicity Jones                                        | Jelölve   | [ * 39 ]          |
| 97. Oscar-gála                                          | 2025. 03. 02. | legjobb eredeti forgatókönyv                          | Brady Corbet és Mona Fastvold                         | Jelölve   | [ * 39 ]          |
| 97. Oscar-gála                                          | 2025. 03. 02. | legjobb eredeti filmzene                              | Daniel Blumberg                                       | Elnyerte  | [ * 39 ]          |
| 97. Oscar-gála                                          | 2025. 03. 02. | legjobb látványtervezés                               | Judy Becker és Patricia Cuccia                        | Jelölve   | [ * 39 ]          |
| 97. Oscar-gála                                          | 2025. 03. 02. | legjobb operatőr                                      | Lol Crawley                                           | Elnyerte  | [ * 39 ]          |
| 97. Oscar-gála                                          | 2025. 03. 02. | legjobb vágás                                         | Jancsó Dávid                                          | Jelölve   | [ * 39 ]          |